# Marcrad II.
Marcrad II. (bl. 1148–1181/1182 oder 1190) entstammte der unmittelbar an der Grenze zu Germania Slavica in der Gegend um Neumünster grundherrlich angesessenen, altfreien und niederadelig-ländlichen Familie der Ammoniden. Im Heiligen Römischen Reich war er als Overbode ein Führer des holsteinischen Volksadels.

## Leben
Er war der Sohn von Marcrad I. (bl. 1127–1170) und lebte auf einem Landgut in Bornhöved. Darüber hinaus gehörten seit mehreren Generationen sechs Höfe bei Arpsdorf zum Besitz der Familie.
Erste Erwähnung findet Marcrad II., als er im September 1148 zusammen mit seinem Vater und Bruder in der Corroboratio einer vom sächsischen Herzog Heinrich der Löwe ausgestellten Urkunde bezüglich Besitzregelungen als Zeuge aufgeführt wurde. Es ist bekannt, dass er für die ersten als Landfremde eingesetzten Grafen von Holstein und Stormarn eine starke Bedrohung darstellte. Marcrad II. soll „Untaten“ verübt haben. Ferner kam es bezüglich des Gerichtsvollzieherwesens und personeller Umstrukturierungen zu Auseinandersetzungen um Zuständigkeiten mit Schultheißen.
Im Konflikt um die Absetzung Heinrich des Löwen war Marcrad II. mit diesem verbündet und wurde von ihm als Kommandant entweder der Siegesburg in Bad Segeberg oder einer Burg in Plön eingesetzt. Heinrich wollte im Jahr 1181 mit Unterstützung durch Marcrads Hofstaat die von kaisertreuen Grafen besetzte Festung Ratzeburg zurückerobern. Dies konnte allerdings wegen Zeitknappheit nicht verwirklicht werden, da das Heer des Kaisers Friedrich I. „Barbarossa“ zu rasch näher rückte. Schließlich kam es zur Belagerung der Stadt Lübeck, die ebenfalls Heinrich die Treue hielt. Der zeitgenössische Chronist Arnold von Lübeck berichtet, dass sich währenddessen auch Marcrad II. innerhalb der Stadt aufhielt. Letztlich setzte sich Friedrich I. im Konflikt durch. Marcrad II. wurde vom holsteinischen Grafen Adolf III. – selbst ein ehemaliger Unterstützter Heinrichs, der die Seiten gewechselt hatte, und zudem früherer Mündel von Marcrads Vaters – vertrieben und suchte in der dänischen Stadt Schleswig Exil. Dort verstarb er einige Monate später. In anderer Fachliteratur wird angegeben, er hätte noch bis 1190 gelebt.
Seine Tochter Thanbrigge heiratete mit dem frühhansischen Groß- und Fernkaufmann Hugo von Hildesheim einen Bürgerlichen; eine zweite Tochter wurde Nonne in Hildesheim.